# Релігієзнавство у Франції
Релігієзнавство у Франції – сукупність наукових концепцій, поглядів в рамках філософських течій тощо щодо релігії, які у своїй повноті представляють внесок французьких науковців, філософів у дослідження релігії.

## Думки щодо релігії у Франції до XVIII ст.

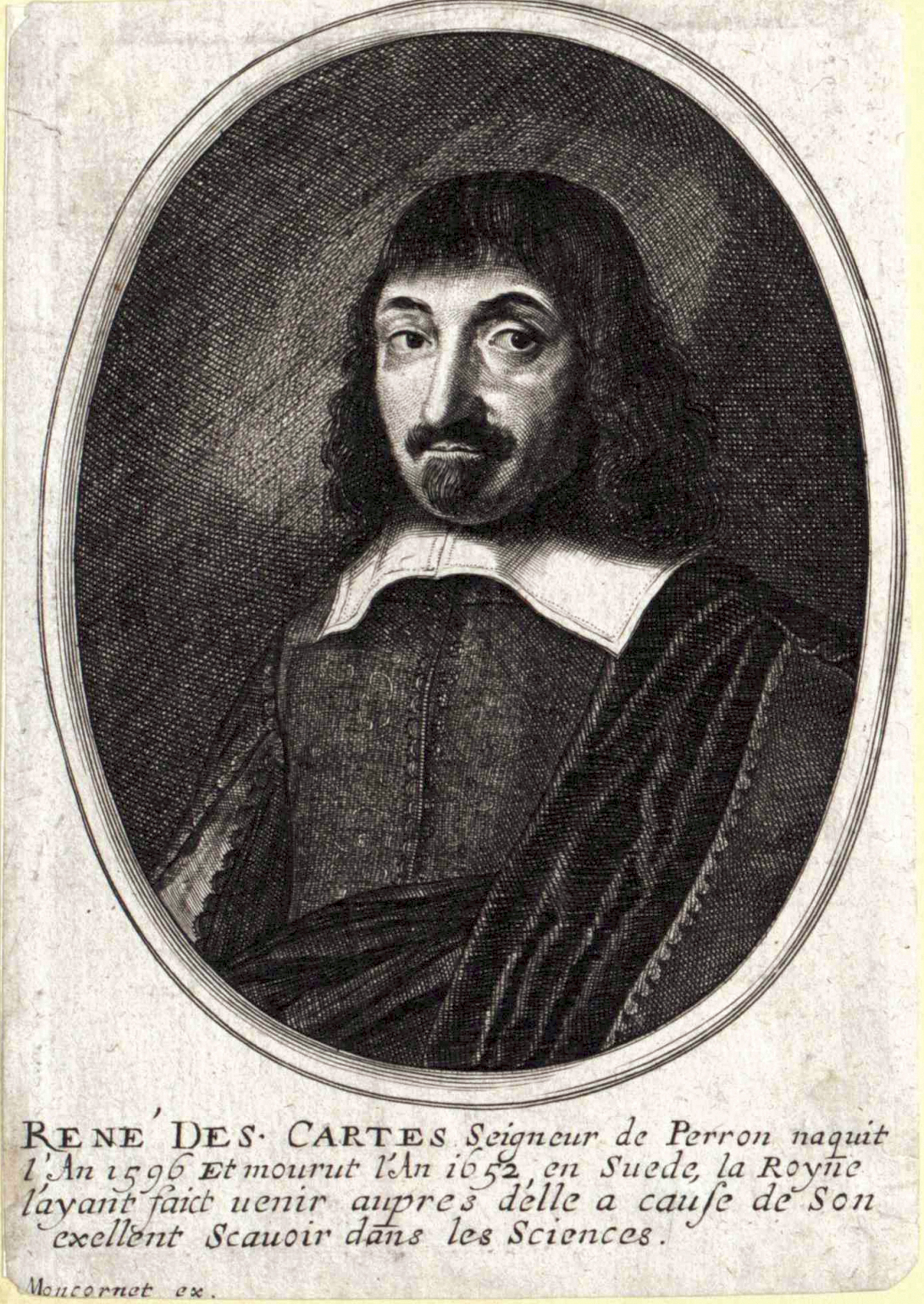
Рене Декарт

Перші роздуми щодо релігії в Європі, зокрема і у Франції, були невід'ємними від теологічних знань.
Богослов-схоласт Гуго Сен-Вікторський (1096-1141). Він виокремлює мирську, світську та божественну теології.
Одним з видатних французьких теологів пізнього середньовіччя був Амальрик Шартрський (пом. бл.
1205/1207 рр.). Від нього пішла течія амальрикіан. Сам Амальрик висловлював ідеї, що можна розцінити як пантеїзм. Він вчив, що Бог є все. Амальрик мав багато послідовників у Парижі, Труа, Лангрі тощо. Його вчення було офіційно засуджено цервою у 1209 р. Найвідомішим учнем Амальрика був Давид Дадіанський, який ототожнював Бога, матерію та світовий розум.
Окремі погляди на релігію зустрічаються у багатьох філософів з часів пізнього середньовіччя та Відродження. Франція була одним з центрів вільнодумства. Думки, що розходилися з точкою зору офіційної католицької, а згодом протестантської церковності, висловлювали П’єр Абеляр, Франсуа Рабле, Бонавентюр Депер’є та інші. Депер’є у своїх працях, в першу чергу «Кімвал світу» висловлювався щодо фанатизму, нетерпимості католицьких та протестантських богословів та представників церкви. В результаті діяльності цих діячів формувалися засади майбутньої антиклерикальної позиції багатьох французьких філософів.
На позиціях апології католицької релігії стояв богослов та етик П’єр Шаррон (1541-1603), що відстоював істинність християнського вчення.

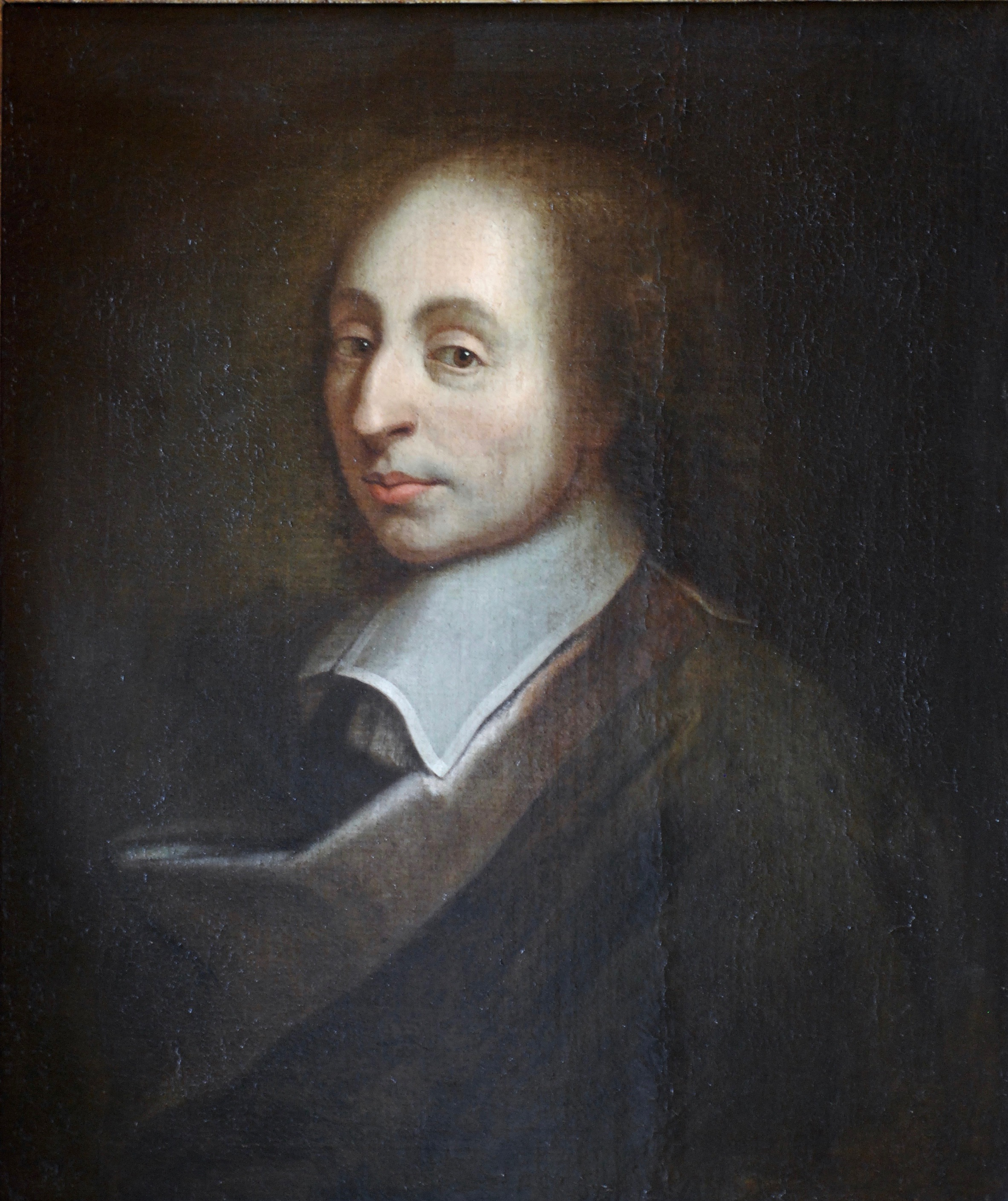
Блез Паскаль

Мішель Монтень (1533-1592) висловлювався про релігію, яка руйнує мораль.
У епоху Нового часу думки щодо релігії висловлювали багато французьких філософів. Рене Декарт (1596-1650), видатний філософ світового значення вчив про дуалістичність світу єдиним джерелом якого виступав Бог. Декарт сформулював докази буття Бога.
П'єр Гассенді (1592-1655) також вчив про буття Бога, вважав, що ідея Бога властива кожній людині, що пояснювалося тим, що людський розум може припускати буття Бога, коли його почуття вказують на гармонію та красу всесвіту. Гассенді розумів Бога як творця та керівника всесвіту.
Глибоко містична, проникнута власним релігійним досвідом філософія Блеза Паскаля (1623-1662).
В рамках декартівської філософії розвивалося вчення Ніколя Мальбранша (1638-1715), який вчив, що буття людини та його пізнавальні властивості є виявом причетності її до Бога.
Атеїстичні ідеї висловлював Жан Мельє (1664-1729), який критикував релігію з позицій, що вона слугує виправданням монархії та взагалі існуючого ладу речей.

## Вчення про релігію у французьких мислителів XVIII ст
Подальші вчення про релігію пов’язані із ідеями Ф.-М.-А. Вольтера (1694-1778), який вив у дусі деїзму, вчення, що характеризує Бога як без особистісну першопричину світу, яка не втручається у його подальший розвиток, і саме в цьому дусі Вольтер намагався доказати буття божественного. Вольтер був послідовним противником церкви, його позиція це антиклерикальна позиція,яка виражена його відомими словами «écrasez l’infâme». Разом з тим, Вольтер послідовно стояв на позиціях релігійної толерантності. Одним з напрямків його критики були і атеїстичні ідеї.
Деїстичні ідеї у другій половині XVIII ст.. були підвергнуті критиці з боку філософів Дені Дідро (1713-1784) та П.-А. Гольбаха (1723-1789). Формулювалися ідеї т.зв. «природної релігії».
Дідро висловлював ідеї, що були близькі до старої теорії релігії як обману та видумки священиків. Філософ П.С. Марешаль (1750-1803) до цього додав теорію самообману. 

Гольбах був послідовним критиком релігії та церкви («Кишенькове богослов’я», «Розвінчання християнства»). Він висловлювався у дусі ідей Ваніні про страх як рушійну силу релігії та про невігластво толпи.
Теорію страху перед природними та суспільними силами як джерело релігії обстоював і К.-Ф. Вольней (1757-1820). Проти ідеї божественного виникнення світу виступав К.А. Гельвецій (1715-1771). Він відстоював ідею про соціоморфний характер релігійних феноменів.
Поряд із філософськими вченнями щодо релігії у Франції виникають і перші наукові спроби пояснення цього феномену. К.-Ф. Вольней запропонував теорію астрального походження релігії згідно з якою політеїстичні вірування виникають як наслідок споглядання людиною небесних світил. Вольней заклав засади міфологічної школи у дослідження виникнення християнства.
На початку XVIII ст. з’являються перші наукові праці з історії релігії, в яких для вивчення релігії застосовано метод порівняння (компаративний), що сформувався внаслідок того, що Європа, і Франція, зокрема, знайомляться із нехристиянськими релігіями завдяки багатьом місіонерам, мандрівникам у тому числі і французьким. З’являються праці, де було зібрано фактичні матеріали з цих релігій. Це, зокрема, «Релігійні обряди та церемонії усіх народів світу» (1723), що була надрукована у Парижі. Згодом з’являється праця місіонера аббата Лафіто «Нрави дикарів Америки у порівнянні із нравами первісних дикарів». Він спирався як на свої власні спостереження в результаті місійних подорожей, так і свідоцтва інших місіонерів, що жили серед ірокезів та алгонкінів.
Одним з провідних істориків релігії Франції XVIII ст. був член Французької академії Ніколя Фрере (1688-1749), який видав праці «Загальні міркування про сутність релігії греків», «Про релігійні свята у перському річному циклі», «Дослідження релігійних та філософських традицій індіанців», «Спостереження у площині релігії галлів та германців». Він вперше ввів у науковий обіг терміни «монотеїзм» та «політеїзм».
У дусі ідей Вольнея розглядав виникнення релігійних вірувань Шарль Франсуа Дюпюі (1742-1809). Ідеї про почитання небесних світил як основу релігії він виклав у фундаментальній праці «Виникнення всіх культів або Загальна релігія» (1794). У міфах він бачив алегоричний опис рухів небесних світил. Дюпюі заперечував історичність Ісуса Христа та вважав його алегорією Сонця.
Засади психології релігії можна бачити в ідеях Шарля де Бросса (1709-1777), який ц праці «Про культ богів-фетишів» (1760) висловив думку, що в основі релігії лежить емоційність. Де Бросс досліджував релігію народів Західної Африки. Він обстоював думку про фетишизм як первісну релігію, від якої виросла решта релігій.
Починає розвиватися орієнталістика. Клод Ет’єнн Саварі (1750-1788) розпочинає переклад Корану та пише біографію пророка Мухаммада.
З 1738 по 1740 р. у Парижі Антонієм Банір’є було видано три томи «Міфології та казок, що пояснені історією».

## Формування релігієзнавства у Франції у XIX ст
У XIX ст. продовжують бути актуальними ідеї, що були сформульовані дослідниками минулого століття. З’являються нові.
Бенджамен Констан де Ребек у праці «Про релігію, що розглядається в її виникненні, формах та розвитку» (1824-1831) обстоював ідею, що в основі релігії лежить специфічне почуття, що проявляється у культовій практиці та знаходить вираження в міфологічних уявленнях.
У XIX ст. активно розвивається сходознавство, що було обумовлено зацікавленістю у культурі східних колоній для вибудовування власної колоніальної політики. Це проявилося у численних здобутках у перекладах сакральних текстів Сходу та інших текстів.
Великими здобутками були праці Ежена Бюрнуфа (1801-1852). Він відомий своїми перекладами санскритських текстів, досліджував палійську та зендську (мова, якою було написано «Авесту») мови. Досліджував також іранську та індійську міфологію.
У 1814 році у Парижі було засновано кафедру санскритології, а в 1822 Азійське товариство.
У 1822 році Жан-Франсуа Шампольйон (1790-1832) розшифровує єгипетські ієрогліфи чим фактично засновує наукову єгиптологію та сприяє виникненню біблієзнавства. Ще до праць Шампольйона з'являються праці з єгиптології Ет’єнна-Марка Катрмера (1782-1857). Історія культури та релігії семітського світу (арабська, палестинська древність) досліджувалася Шарлем-Симоном Клермон Ганно (1846-1923). Видатним семітологом був вчитель Шампольйона Антуан Іссак Сільвестр де Сассі (1758-1838), поліглот,дослідник релігії друзів
Отримує розвиток тибетологія завдяки науковим працям Філіпа-Едуарда Фуко (1811-1894). Він активно перекладав буддійські тексти, зокрема Лалітавістара-сутру. Описи Тибету, зокрема і релігії Тибету залишили по собі дослідники-мандрівники католицькі монахи Жозеф Габе (1808-1853) та Еваріст Гюк (1813-1860).
Сходознавець-синолог Станіслас Еньян Жюльєн (1797 або 1799-1873) одним з перших став займатися дослідженнями даосизму. Він перекладає французькою «Дао де цзін» та активно досліджує китайський буддизм.
Значний внесок у вивчення зороастризму належить Абрахаму Гіацинту Анкетіль-Дюперрону (1731-1805). Також  перські вірування були у центрі уваги Амабля Луї Марі Мішель Журдена (1788-1818). Моріс Альфонс Кастен (1822-1888) досліджував культуру та релігії Північної Африки.
Відомим істориком релігії, дослідником історії раннього християнства з критичних позицій був Жозеф Ернест Ренан (1823-1892). Ним була написана велика праця «Історія виникнення християнства». Історія релігії Франції представлена також Н.Д. Фюстель де Куланж (1830-1889). Він вважав, що розуміння релігійних вірувань неможливе без урахування соціальної історичної епохи, що релігія є важливим елементом соціальної середи.
Еміль Берну у 1864 році пише книгу "Наука про релігію" тим самим започаткувавши французьку назву науки про релігію - La science des religions.
Ідеї, щодо просторового буття релігії, які можна рахувати як початки географії релігії, належать французькому географу Жану Жаку Елізе Реклю (1830-1905).
Французькі вчені психіатри внесли і значний внесок у становлення психології релігії. До них належить, зокрема, Теодюль Арман Рібо (1839-1916), який фактично був засновником французької психіатричної школи.
Втім, найвідомішими іменами французького релігієзнавства, що відіграли ключову роль у формування релігієзнавства як самостійної науки, були французькі соціологи: Огюст Конт та Еміль Дюркгейм.
З 1870-х років у французьких університетах, як і в багатьох університетах Європи, все більше набуває обертів викладання історії та філософії релігії.
З 1880 р. розпочато видрук «Журналу історії релігії», що видається і до сьогодні. З 1889 року розпочато видрук «Журналу релігії».
У 1900 році у Парижі відбувся Перший міжнародний конгрес історії релігії.
У 1877-1882 р. у Страсбурзі під редакцією Ф. Ліхтенберга було видано «Енциклопедію релігійних наук».

## Погляди на релігію Огюста Конта
Огюст Конт (1798-1857) окрім того, що був засновником соціології як науки, висловив важливі думки щодо релігії. Згідно з вченням Конта людство пройшло три етапи свого інтелектуального розвитку: теологічний (релігійний), метафізичний та науковий.
Згідно з думкою Конта теологічний етап історії людства – від виникнення людини і до 1300 року н.е. характеризується домінуванням релігійного-міфологічного світогляду з позицій якого пояснюються всі явища. Надприродне є базою світогляду людини. Іншої ідеології, окрім релігійної не існує.
Соціологію Конт вважав «позитивною релігією» а самого себе священнослужителем цієї релігії. Вчені-соціологи мають стати священиками нової релігії до якої люди мають переживати почуття довіри, як у середні віки переживали до католицьких священиків.

## Соціологія релігії Еміля Дюркгейма

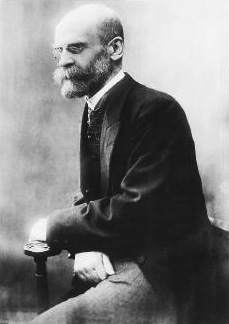
Еміль Дюркгейм

Еміль Дюркгейм (1858-1917), автор «Елементарних форм релігійного життя», релігієзнавцями вважається одним з засновників соціології релігії. Він вважав релігію суспільним явищем. Формулюючи структурно-функціональний підхід до вивчення релігії, Дюркгейм доходить до висновку, що релігійні вірування не можуть виникнути поза суспільством. З точки зору Дюркгейма релігія, це така сфера людського буття, яка є проявом суспільної дійсності, суспільним фактом. Релігію Дюркгейм розуміє як систему вірувань та культу, по-перше, спрямованих на т.зв. «священні речі», а по-друге, які сприяють суспільній солідарності, тобто об’єднує всіх, хто розділяє ці вірування в одну громаду. Під священними речами він розуміє відділенні від всіх, заборонені речі, на які розповсюджується табу. Свої теоретичні висновки Дюркгейм перевіряв на прикладі релігійних вірувань (тотемізму) австралійських аборигенів.

## Релігієзнавство у Франції у XX ст.
У XX ст. продовжують працювати ті науковці, що розпочали свою діяльність у другій половині XIX ст.: Е. Дюркгейм, Т. Рібо тощо.
Разом з тим виникають нові ідеї, напрямки, з’являються нові постаті.

### Соціально-психологічна релігієзнавча концепція Л. Леві-Брюля.
Етнограф та релігієзнавець Люс’єн Леві-Брюль (1857-1939) у творах «Первісне мислення» (1922), «Надприродне у первісному мисленні» (1931) створив концепцію первісної свідомості. Він вважав, що кожному етапу розвитку людства властиве свій тип мислення. На його думку, у первісної людини була т.зв. первісна свідомість, яке він назвав «первісним мисленням», або «колективними уявленнями». Первісній людині властиве «пралогічне» мислення, в основі яких лежать афекти, відчуття т.зв. містичної партиципації (сопричастя). Звідти кореняться особливості первісної релігійності, яка не вкладається у логіку сучасного мислення, та специфікою якої є заміна реальних зв’язків між об’єктами на надприродні. Колективні уявлення, що передаються з покоління в покоління через соціалізацію, через нав’язування ігнорують логічні закони та замінюють законом партиципації. У первісному мисленні з точки зору Леві-Брюля домінують емоційні елементи, воно містичне за своєю суттю

### Соціологія релігії у Франції.
Соціологічні погляди на релігію продовжує досліджувати небіж та учень Дюркгейма Марсель Мосс (1872-1950). Він досліджував первісні вірування, зокрема жертвоприношення, первісну магію. Велике значення має його монографія «Соціальні функції священого». Внесок Мосса у релігієзнавство полягав у тому, що він поєднав методи соціології та психології у дослідженні релігійного феномену, чим розширив ідеї Дюркгейма, певним чином наблизившись до Леві-Брюля та оказавши певний вплив на дослідження Клода Леві-Стросса.
У подальшому соціологія релігії у французькому релігієзнавстві у XX ст. зосереджується на дослідженні зовнішніх виявів релігійності. Це знайшло відображення у т.зв. школі соціографії, що була представлена католицькими соціологами Г. Ле Бра, Буларом тощо. Вони зосередились на зборі кількісних даних щодо відвідування мес віруючими і це поклали в основу критерію релігійності.
Соціологія релігійного феномену досліджувалася П. де Лоб’є.

### Психологія релігії у Франції.
Психологія релігії у Франції розвивалася у першій половині XX ст. представниками французької психіатричної школи. Французькі психіатри зосередились на вивченні різних психопатологій, що були пов’язані із релігією. Це психіатри Жан Мартін Шарко (1825-1930), який, досліджуючи містичний досвід, вважав демонічні переживання породженням істерії та психологічної заразністі, а зцілення – самонавіюванням, його учень П’єр Жане (1859-1947), вивчав прояви релігійного екстазу, стигмати тощо. Подальшого розвитку психологія релігії у Франції не набула.

### Міфологічні дослідження Жоржа Дюмезіля
Жорж Дюмезіль (1898-1986) – видатний філолог, лінгвіст, дослідник індоєвропейської міфології. Досліджуючи індоєвропейські міфи використовуючи компаративний аналіз, він створив теорію трьох функцій згідно з якою індоєвропейська картина світу на різних рівнях складається з трьох елементів: три соціальні шари - жерці, воїни, землероби, наприклад, три варни аріїв (брахмани, кшатрії, вайш’ї; шудри з’являться пізніше). Кожному шару відповідає своє божество. Для жерців це Мітра, Варуна, Юпітер, Зевс, Перун тощо. Для воїнів – Індра, Тор, Марс, Арес. Для землеробців – Велес, Квірін тощо.
Ідеї Дюмезіля стали одним з джерел структуралізму (Леві-Стросс в соціальній антропології та релігієзнавстві, Мішель Фуко, Жан Лакан у психоаналізі, Жан Піаже у психіатрії).

### Релігієзнавча орієнталістика у Франції у XX ст.
У XX ст. продовжуються сходознавчі (орієнталіські) дослідження.
Французька семітологія та біблієзнавство представлене Шарлем Симоном Клермон-Ганно (1846-1923), який досліджував палестинські старожитності та в результаті археологічних досліджень знайшов цілу низку артефактів (написів), що йомвірно датуються часом царя Соломона та фіксують елементи юдейських храмових ритуалів. Едуар Поль Дорм (1881-1966) досліджував духовну культуру Палестини та Асирії. Він створив оригінальний авторський переклад Біблії французькою мовою.
Віктор Клемент Жорж Філіп Лоре (1859-1946) відомий своїми розкопками у Долині царів у Єгипті.
Франсуа Тюро-Данжен (1872-1944) відомий своїми дослідженнями шумерської культури та релігії.
Видатним ісламознавцем був Луї Масіньйон (1883-1962). Він досліджував ісламську культуру, суфізм, ісламську містику.
Анрі Корбен (1903-1978) - учень та послідовник Масіньйона, видатний французький ісламознавець, фахівець з історії суфізму, суфійської містики та шиїзму.
Історію релігій Далекого Сходу досліджував Поль Пеліо (1878-1945). Він вивчав китайську духовну культуру, зокрема даоські вірування, китайський буддизм та історію інших релігій в Китаї.

### Структуралізм Клода Леві-Строса

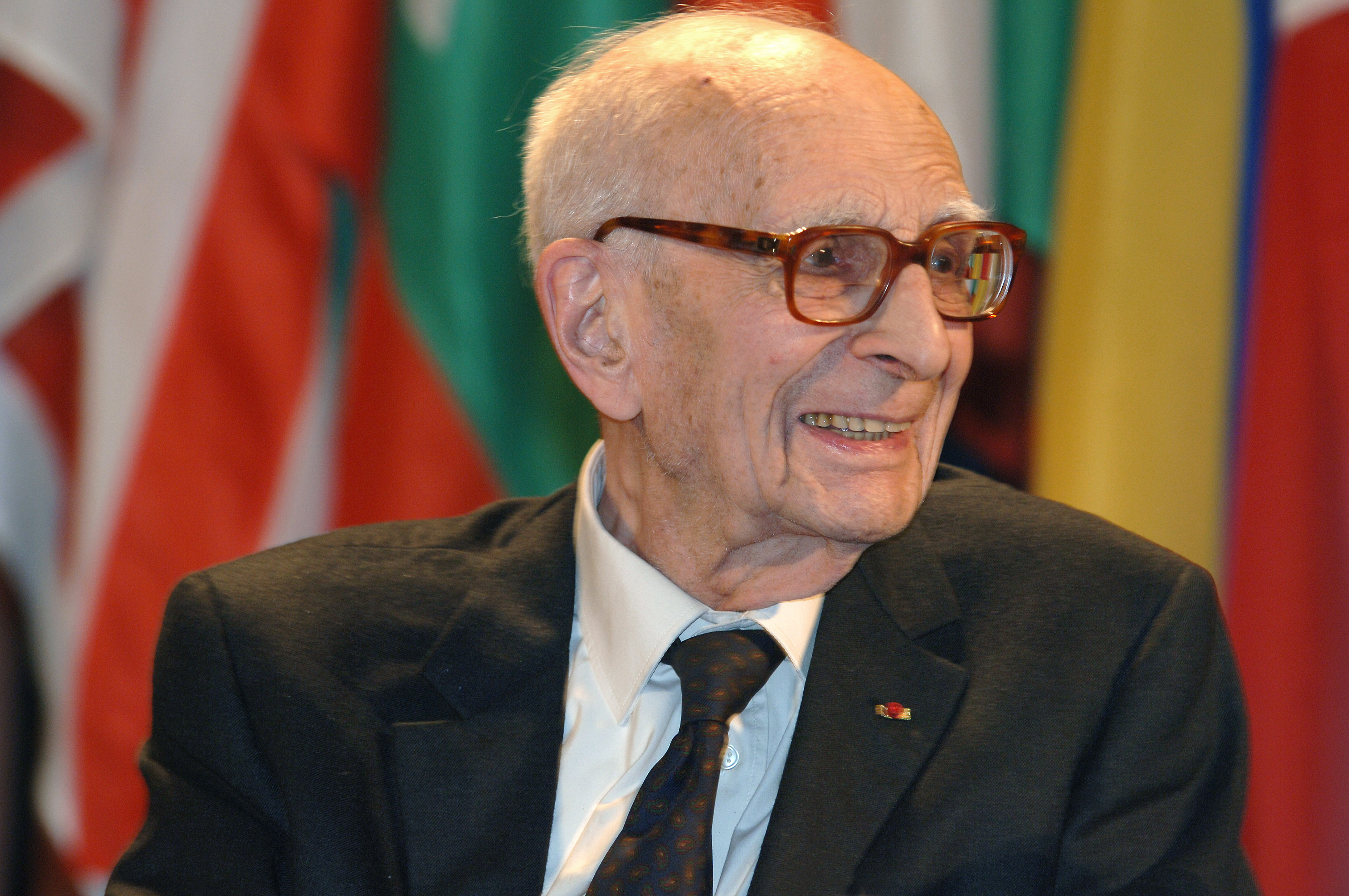
Клод Леві-Строс

Клод Леві-Строс (1908-2009) був видатним французьким етнографом та культурологом. Він був засновником структуралізму в західній культурній антропології. Леві-Стросс вніс значний внесок в дослідження систем спорідненості, міфології і фольклору.
Згідно з теорією Леві-Строса культура еволюціонує в бік єдності чуттєвого та раціонального, як це було, на думку Леві-Строса, в первісному мисленні, і що втратила сучасна цивілізація.
Леві-Строс, досліджуючи єдність біологічного та соціального в природі людини, дійшов висновку, що на поведінку людини найбільший вплив мають символічні форми, традиції та релігійні ритуали, що прийняті конкретно в цій культурі, а також ті формальні засоби спілкування (мова), які можуть визначити громадські інститути і стосунки у певному соціумі. Ці фактори здатні, з точки зору Леві-Строса, як моделювати і стимулювати його розвиток, так і стримувати, консервуючи певний соціальний рівень суспільства.
При цьому не відкидається роль впливу зовнішніх чинників на розвиток соціальних груп.
Леві-Строс вважав міф та сакральне знання як фундаментальний зміст колективної свідомості, основу стійких соціальних структур.

## Релігієзнавча думка у Франції наприкінці ХХ – початку XXI ст.
Релігієзнавство у Франції академічного спрямування зосереджено на історії релігії і в цьому форматі представлено у Міжнародній асоціації історії релігії (IAHR). Інші дисципліни (соціологія релігії, психологія релігії) фактично не розглядаються як релігієзнавчі і цими питаннями опікуються психологи, соціологи тощо. В результаті релігієзнавство обмежується тільки історичними методами, міждисциплінарні дослідження фактично відсутні. Дослідження релігії, таким чином, обмежується окремими конфесіями. Більш широке дослідження тих чи інших релігій (а тим більше порівняльний аналіз), а також теоретичні узагальнення майже не ведуться. Великого значення приділяється мовній підготовці. Сучасна релігійна ситуація істориками релігії не досліджується, це стосується і нових релігійних рухів, цим займаються соціологи та політологи. Це стосується також і емпіричних, конкретно-соціологічних досліджень.
Історія релігії у Франції носить виключно світський характер, жодної можливості об’єднання релігієзнавства і теології неможливе.
Це обмежене розуміння релігієзнавства виключно історією релігії інституційно концентрується у п’ятій секції École des Haute Études та Collège de France. Шоста секція École des Haute Études займається соціоемпіричними дослідженнями, зокрема соціології релігії.
В результаті історики релігії обмежуються лінгвістичними та історичними аспектами окремих релігій та окремих течій всередині релігій. Причому часто ці дослідження носять фрагментарний характер (якщо обмежена можливість використання джерел або недостатня мовна підготовка). Наприклад, іслам майже не аналізується істориками релігії.